# جکلین بروکس
جکلین بروکس (انگلیسی: Jacqueline Brookes؛ ۲۴ ژوئیهٔ ۱۹۳۰ – ۲۶ آوریل ۲۰۱۳) یک بازیگر سینما، و هنرپیشه اهل ایالات متحده آمریکا بود.
از فیلم‌های معروف او می‌توان به بازی در فیلم گم شدن اشعیا، سلاح عریان دو و یک‌دوم: بوی ترس اشاره کرد.